# Halicyclops tetracanthus
Halicyclops tetracanthus – gatunek widłonoga z rodziny Halicyclopidae,. Nazwa naukowa tych skorupiaków została opublikowana w 1995 roku przez brazylijskiego profesora zoologii Carlosa Eduarda Falavigna da Rocha z Universidade de São Paulo. Gatunek ten został ujęty w Katalogu Życia.